# Tales from Space: About a Blob
Tales from Space: About a Blob è un videogioco del genere platform per PlayStation 3 sviluppato da DrinkBox Studios e pubblicato da Sony Computer Entertainment attraverso PlayStation Network nel 2011. Il gioco è imperniato sulla figura di un "blob", una massa informe color arancione con poteri magnetici ed elettrici, capace di inglobare persone, animali, oggetti (anche di notevoli dimensioni) e di utilizzarli come proiettili "sparandoli" una volta inghiottiti.

## Accoglienza
La rivista Play Generation diede al gioco un punteggio di 87/100, trovandolo stiloso, abbagliante, a tratti splendido e con una spassosa modalità coop, ma l'avventura si completava in poche ore, rendendolo così poco longevo.